# عين الخضراء (المسيلة)
عين الخضراء، بلدة وبلدية تابعة لدائرة مقرة في ولاية المسيلة بالجزائر. في عام 1998 بلغ عدد سكانها 29046 نسمة.